# Souday
Souday là một xã cũ thuộc tỉnh Loir-et-Cher trong vùng Centre-Val de Loire miền trung nước Pháp, được sáp nhập vào xã mới Couëtron-au-Perche ngày 1 tháng 1 năm 2018.